# Tielmes
Tielmes es un municipio y localidad española de la Comunidad de Madrid. El término municipal, perteneciente a las comarcas de la Alcarria de Alcalá y de las Vegas, tiene una población de 2810 habitantes (INE 2024).

## Geografía
Tielmes se encuentra en un lugar de gran fertilidad, en plena vega del río Tajuña, la cual está circundada por los cerros y páramos que componen la Alcarria de Alcalá. Limita al oeste con Perales de Tajuña, al norte con Valdilecha, al sur con Villarejo de Salvanés y al este con Carabaña. Desde el punto de vista de la Iglesia católica se enmarca en la Diócesis Complutense. 

## Historia
Todos los pueblos que han pasado por la península ibérica han dejado su marca en este municipio.
Entre el 25 de marzo de 1190 y 1214, formaría parte del Sexmo de Tajuña, perteneciente a la Comunidad de Ciudad y Tierra de Segovia, en 1214 pasaría a la silla del Arzobispado de Toledo.Desde entonces y hasta su independencia como villa, perteneció al alfoz de Alcalá de Henares y su concejo.
A mediados del siglo XIX, la villa tenía contabilizada una población de 982 habitantes. Aarece descrita en el decimocuarto volumen del Diccionario geográfico-estadístico-histórico de España y sus posesiones de Ultramar de Pascual Madoz de la siguiente manera:

TIELMES: v. con ayunt. de la prov. y aud. terr. de Madrid (7 leg.), part. jud. de Chinchon (2), c. g. de Castilla la Nueva, dióc. de Toledo (13): sit. al S. de un gran cerro, en la ribera del r. Tajuña, y en la hondonada que forman 2 cord. de cerros, la combaten con mas frecuencia los vientos N. y O.; el clima es frio, padeciéndose por lo comun reumas ó intermitentes. Tiene 112 casas, con 20 cuevas, en las que habitan otros tantos vec.; casa de ayunt.; cárcel; escuela de instruccion primaria para niños dotada con 1,460 rs.; otra de niñas sin mas dotacion que la que estipula con los padres de sus discípulas; una fuente con buenas aguas de las cuales se utilizan los vec. para sus usos y el de los ganados; y una igl. parr. (San Justo) con curato de segundo ascenso y de provision ordinaria; el cementerio está en paraje que no ofende la salud pública; confina el térm. N. Valdilecba; E. Carabaña; S. Villarejo de Salvanes, y O. Perales de Tajuña: se estiende 3/4 leg. de N. á S. y 1/2 corta de E. á O., y comprende á la dist. de un tiro de bala de la pobl. una hermosa casa de labor; á la parte E. una huerta frutal, cercada con tapias de mamposteria y tierra que comprendé 1,000 árboles frutales de varias clases, y 20,000 cepas, todas de riego y de buena calidad; 2 deh. de propiedad particular destinadas á pastos para los ganados, las que producen también leñas bajas y esparto; y diferentes prados naturales con medianas yerbas: brotan en él 5 fuentes y le atraviesa de E. á O. y á la dist. de 200 pasos del pueblo el r. Tajuña, de abundantes aguas, las cuales se utilizan para el riego, y dan impulso á las ruedas de 2 molinos harineros. El terreno es quebrado con algunas llanuras sobre los cerros que por N. y S. dominan la pobl.; hay una vega sit. en el borde ó cañada que forman los cerros, cuyo terreno es todo de riego, de mucha miga y muy fértil, lo restante es de tercera calidad. caminos: los que'dirigen á los pueblos limítrofes, en regular estado: el correo se recibe en Perales de Tajuña por balijero 3 voces á la semana. prod.: trigo, cebada, centeno, avena, vino, almortas, mijo, judias, cáñamo, patatas y frutas, con buenas legumbres en 3 huertas; mantiene ganado lanar, mular y asnal; cria cazado perdices, conejos y liebres, y algunos animales dañinos como zorras y gatos monteses; en el r. Tajuña hay esquisitos barbos y anguilas. ind.: la agrícola, 2 molinos harineros y 2 telares de cáñamo. pobl.: 203 vec., 982 alm. cap. prod.: 5.406,875 rs. imp.: 216,672. contr.: 9'65 por 100.
(Madoz, 1849, p. 755)

## Demografía
Cuenta con una población de 2810 habitantes (INE 2024).
| Gráfica de evolución demográfica de Tielmes entre 1842 y 2021                                                         |
| |
| Población de derecho según los censos de población del INE. Población de hecho según los censos de población del INE. |

## Economía
Hoy en día Tielmes es un municipio que intenta denodadamente adaptarse a los nuevos tiempos y a las nuevas coyunturas sociales, por lo que ha dejado de ser eminentemente rural en cuanto a actividad económica se refiere.

## Comunicaciones
Al municipio llegan dos líneas de autobús. Una de ellas parte desde la estación de Conde de Casal. 
| Línea | Recorrido                                    |
| ----- | -------------------------------------------- |
| 322   | Arganda del Rey (Hospital) – Ambite          |
| 326   | Madrid (Conde de Casal) – Mondéjar - Driebes |

## Patrimonio
Su principal lugar de culto es el Risco de los Mártires, lugar en el que, según cuenta la tradición, los habitantes del pueblo pudieron refugiarse del acoso de las autoridades romanas. Al pie de este risco, se erigió una ermita en la segunda mitad del siglo XVIII, dedicada a los santos niños mártires Justo y Pastor, que son los patronos del pueblo y las fiestas principales son en su honor cada 6 de agosto. 
Casa Museo y Escuela Rural. Edificio levantado en la primera mitad del siglo XIX en los terrenos de la antigua iglesia, que al ser demolida, pasaron a ser propiedad del municipio construyéndose en ellos la escuela del pueblo. Hasta el año 1945 fue escuela de primeras letras y, posteriormente, vivienda del maestro, hasta que en los años 70 se clausuró.
 Museo Casa-Cueva 
La ermita de San Isidro es visitada en romería cada 15 de mayo, día de la festividad del santo. Erigida en honor del patrón de los labradores en la década de 1980 por la Hermandad y restaurada posteriormente en 1992, se sitúa junto a la M-228, en la entrada del camino de la Dehesas, desde donde parece dominar la vega. Es visitada en romería cada 15 de mayo, día de la festividad del santo.

## Tradiciones y fiestas
- Iglesia de los Santos Niños Justo y Pastor (Tielmes)
- Domingo de los Santos Niños
- El Judas
- San Isidro